# Gauja (przystanek kolejowy)
Gauja – przystanek kolejowy w miejscowości Gauja, w gminie Ādaži, na Łotwie. Położony jest na linii Ryga - Skulte.

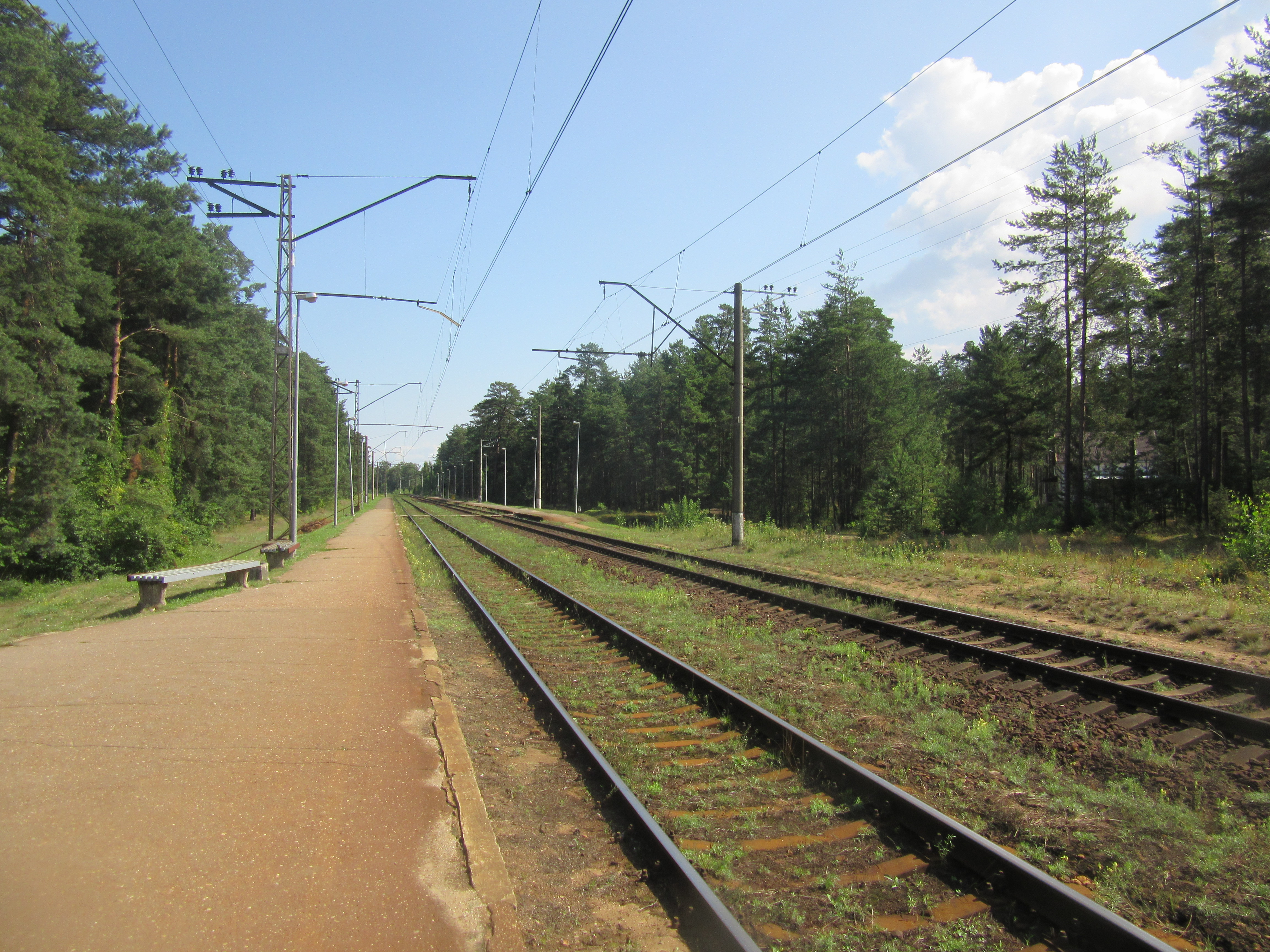
Perony